# Túl a csúcson
A Túl a csúcson (eredeti cím: Over the Top) 1987-ben bemutatott amerikai akciódráma, melynek rendezője és producere Menahem Golan. A forgatókönyvet Stirling Silliphant és Sylvester Stallone írta, a film zenéjét Giorgio Moroder szerezte. A főbb szerepekben Stallone, Robert Loggia, Susan Blakely és David Mendenhall látható.

## Rövid történet
Egy kamionsofőr megpróbálja visszanyerni fia szeretetét, miközben egy szkanderversenyen készül részt venni.

## Cselekmény
Lincoln Hawk kamionsofőr, aki mellékes bevételi forrásként szkanderversenyeken vesz részt. Elhidegült felesége, Christina szívbetegségben szenved, ezért megkéri férjét, hozza el fiukat, Michaelt a katonai iskolából és utazás közben ismerkedjen össze egy kicsit jobban a fiúval. Hawk ugyanis tíz évvel korábban elhagyta családját. Michael gazdag nagyapja, Jason Cutler úgy véli, Hawknak semmi keresnivalója nincs unokája életében. Michael eleinte nem bízik apjában és megveti őt életmódjáért.
Miközben Coloradóból Kaliforniába tartanak, mégis sikerül megkedvelniük egymást. Mire a kórházhoz érnek, Christina már belehalt a szívműtétje közben fellépő komplikációkba. Michael az apját okolja, amiért későn érkeztek meg és faképnél hagyja őt. Hawkot letartóztatják, miután kamionjával betör Cutler birtokára. Michael a börtönben meglátogatja apját és megbocsát neki, de úgy érzi, nagyapjánál jobb élete lesz. Ahhoz, hogy ejtsék az ellene szóló vádakat, Hawknak alá kell írnia egy papírt, lemondva szülői felügyelei jogáról Cutler javára.
Hawk Las Vegas felé veszi az irányt egy szkander világbajnokságra, abban reménykedve, hogy a nyereményből saját kamionos céget alapíthat, bár a versenyen esélytelennek számít. A nála jóval nagyobb darab versenyzők közül a legveszedelmesebb Bull Hurley, az öt éve veretlen világbajnok. A helyszínre érve Hawk eladja kamionját és a pénzből önmagára fogad. Michael eközben rájön, hogy szülei a nagyapja manipulációja miatt távolodtak el egymástól és Cutler azokat a leveleket is eldugta unokája elől, melyeket Hawk írt neki. A nagyapjában csalódott Michael ellop egy autót és Las Vegasba indul apja keresésére.
A versenyen Hawk bekerül a legjobb nyolc közé, de egyik meccsén megsérül a karja. A szintén Vegasban tartózkodó Cutler ajánlatot tesz vejének: 500 ezer dollárt és egy csúcskategóriás kamiont kínál neki (annál is jobbat, mint ami a verseny egyik fődíja), ha cserébe örökre eltűnik az életükből, de Hawk ezt visszautasítja. Újult erővel visszatér a versenyre és a döntőbe kerül, ahol Hurley lesz az ellenfele. Michael rátalál apjára és bocsánatot kér tőle, amiért rosszul ítélte őt meg. Egy hosszú, kimerítő mérkőzés után Hawk legyőzi Hurleyt és megnyeri a bajnokságot. A nyereményeket átvéve Hawk és Michael új kamionjukon távozik, hogy együtt új életet kezdjenek.

## Szereplők
| Színész               | Szerep                   | Magyar hang            | Magyar hang                        |
| Színész               | Szerep                   | - 1. szinkron - (1990) | - 2. szinkron - (1997–2000 között) |
| --------------------- | ------------------------ | ---------------------- | ---------------------------------- |
| Sylvester Stallone    | Lincoln "Linc" Hawk      | Gesztesi Károly        | Gáti Oszkár                        |
| Robert Loggia         | Jason Cutler             | Gruber Hugó            | Rajhona Ádám                       |
| Susan Blakely         | Christina Hawk           | Pápai Erika            | Csere Ágnes                        |
| Rick Zumwalt          | Bob "Bivaly/Bika" Hurley | Kránitz Lajos          | Melis Gábor                        |
| David Mendenhall      | Michael "Mike" Hawk      | Minárovits Péter       | Halasi Dániel                      |
| Chris McCarty         | Tim Salanger             | Végh Péter             |                                    |
| Terry Funk            | Ruker                    | Kristóf Tibor          | Pálfai Péter                       |
| Bruce Way             | John Grizzly             | Koroknay Géza          | Wohlmuth István                    |
| Jimmy Keegan          | Richie                   | Boros Zoltán           | Hamvas Dániel                      |
| Greg "Magic" Schwartz | Kőtörő / Zúzó            | Ujlaki Dénes           | Hankó Attila                       |
| Allan Graf            | Collins                  | Várkonyi András        |                                    |
| John Braden           | Davis ezredes            | Makay Sándor           | Szokolay Ottó                      |

## Kritikai fogadtatás
A filmet nem kedvelték túlzottan a kritikusok, támadták a szegényes színészi alakítások és a nem túl jól megírt történet miatt. Nem voltak jók az érdemei, viszont pont beleesik az „annyira rossz, hogy az már jó” kategóriába. Annak ellenére, hogy a jegypénztáraknál sem aratott sikert, ez az egyik legismertebb Stallone-film.[forrás?]

## Érdekességek
- A film készítésekor sokan azt gondolták, hogy Hawk ellenfele, a szkanderbajnok Cleve Dean lesz, viszont a producerek kicserélték Bull Hurley-re , mivel szerintük így sokkal realisztikusabb lett a film.
- A katonai-akadémia színhelye Claremont-ban volt, Kaliforniában. 1986 nyarán forgattak a Pomona Kollégium-ban.
- Van egy kis zavar Stallone filmbeli neve között. A stáblistán és a filmben is Hawk a neve, Robert Loggia néha Hawks-ként szólítja. Viszont amikor Stallone levelet ír a feleségének, akkor Christina Hawks-nak címzi.

## A játéklánc
A játékfigurákat már 1986-ban jelentette meg a LewCo nevű játékcég, a film alapján. A figurák között nemcsak a filmbeli szereplőket láthatjuk, hanem valódi szkanderbajnokokat is:
- Lincoln Hawk (filmbeli szereplő)
- John „Golden Boy” Brezenk (tényleges szkanderbajnok)
- Johnny „Ice Man” Walker (tényleges szkanderbajnok)
- John Grizzly (filmbeli szereplő)
- Cleve „Armbender” Dean (tényleges szkanderbajnok)
- Bob „Bull” Hurley (tényleges szkanderbajnok)

## A filmzene
1. Winner Takes It All – Sammy Hagar
2. Hungry Eyes - Eric Carmen
3. Take It Higher – Larry Greene
4. All I Need Is You – Big Trouble
5. Bad Nite – Frank Stallone
6. Meet Me Half Way – Kenny Loggins
7. Gypsy Soul – Asia
8. The Fight [Instrumental] – Giorgio Moroder
9. Mind Over Matter – Larry Greene
10. I Will Be Strong – Eddie Money